# Skeletonwitch
A Skeletonwitch egy amerikai thrash/black/death metal együttes. Tagjai: Nate Garnette, Scott Hedrick, Evan Linger és Adam Clemans.

## Története
A zenekar 2003-ban alakult meg az ohiói Athensben. Legelső nagylemezüket 2004-ben jelentették meg. 2007-ben és 2009-ben már a második és harmadik stúdióalbumaik is piacra kerültek. 2011-ben és 2013-ban kerültek a boltok polcaira a negyedik és ötödik nagylemezük is. 2014-ben Chance Garnette kilépett a zenekarból, családi okokra hivatkozva. 2016-ban új énekes került a csapatba, Adam Clemans személyében. 2018-ban a dobos Dustin Boltjes elhagyta az együttest, helyét átmenetileg Jon Rice tölti be.
Magyarországon eddig háromszor jártak: 2012-ben és 2015-ben a Dürer Kertben, majd 2018-ban a Robotban.

## Diszkográfia
Nagylemezek
- At One with the Shadows (2004)
- Beyond the Permafrost (2007)
- Breathing the Fire (2009)
- Forever Abomination (2011)
- Serpents Unleashed (2013)
- Devouring Radiant Light (2018)

Középlemezek
- Worship the Witch (2006)
- Onward to Battle/The Infernal Ressurection (2011)
- The Apothic Gloom (2016)

Demók
- Demo (2005)

Koncertlemezek
- Live at the Union Friday the 13th (2004)

Egyéb
- Metal Swim - Adult Swim válogatás (2010)

## Tagok
Jelenlegi tagok
- Nate "N8 Feet Under" Garnette – gitár (2003–napjainkig)
- Scott "Scunty D." Hedrick – gitár (2003–napjainkig)
- Evan "Loosh" Linger – basszusgitár (2008–napjainkig)
- Adam Clemans – ének (2016–napjainkig)

Volt tagok
- Chance Garnette – ének (2003–2015)
- Derrick Nau – dob (2003–2011)
- Jimi Shestina – basszusgitár (2003–2005)
- Eric Harris – basszusgitár (2005–2008)
- Dustin Boltjes – dob (2011–2018)

Kisegítő zenészek
- Jon "The Charn" Rice – dob (2018–napjainkig)

Volt kisegítő zenészek
- Tony Laureano – dob (2011)
- Andy Horn – ének (2015)